# ビンネン
ビンネンまたはビネン (ドイツ語: Binnen) は、ドイツ連邦共和国ニーダーザクセン州のニーンブルク/ヴェーザー郡に属す町村（以下、本項では便宜上「町」と記述する）である。

## 地理
ビンネンは、ヴェーザー川沿いにブレーメンとハノーファーのほぼ中間に位置する。この町はリーベナウに本部を置くザムトゲマインデ・ヴェーザー＝アウエに属す。

### 自治体の構成
- ビンネン
- ビューレン
- グリッセン

## 行政

### 議会
ビンネンの町議会は11議席からなる。

### 首長
2001年からディルク・ライネーケ (SPD) が名誉職の町長を務めている。

### 紋章
上部から下に向いた緑の三角図形により三分割。三角図形の中には金の車。向かって左側は金地に黒いダマジカの角の先端部（掌状部）。向かって右は金地に緑のオークの葉。

## 文化と見所

### 建築
ビューレンの教会は13世紀に建てられたロマネスク建築である。この教会は三十年戦争で甚大な被害を受けた。戦争、修復のための資材不足から教会の壁に空いた穴を塞ぐのにレンガではなく荒石によって補修がなされた。この補修跡は現在でも外壁に見ることができる。内部は簡素な造りである。ゴシック様式の洗礼盤は15世紀のものである。19世紀前半に完成したオルガンは記念文化財となっている。

## 経済と社会資本

### 交通
ビンネンへはホーヤからシュトルツェナウに至る州道351号線でアクセス可能である。

## 引用
1. ↑  Landesamt für Statistik Niedersachsen, LSN-Online Regionaldatenbank, Tabelle A100001G: Fortschreibung des Bevölkerungsstandes, Stand 31. Dezember 2023